# Resolution 79 des UN-Sicherheitsrates
Die Resolution 79 des UN-Sicherheitsrates ist eine Resolution, die der Sicherheitsrat der Vereinten Nationen am 17. Januar 1950 beschloss.

## Inhalt
Nachdem der Sicherheitsrat die Resolution 79 verabschiedet und den Text der Resolution 300 der Generalversammlung über die Regelung und allgemeine Reduzierung konventioneller Waffen und Streitkräfte erhalten hatte, beschloss der Rat, die Resolution der Kommission für konventionelle Rüstung zur weiteren Prüfung gemäß dem Arbeitsplan der Kommission zu übermitteln.

## Abstimmungsergebnis
Die Resolution wurde mit neun Stimmen angenommen. Jugoslawien war anwesend, stimmte aber nicht ab, und die Sowjetunion war abwesend.